# چاینا مولیبدن
چاینا مولیبدن (انگلیسی: China Molybdenum) شرکت معدن چینی است، که در سال ۱۹۸۲ تأسیس شد.